# Rita de Acosta Lydig
Rita Hernandez de Alba de Acosta Stokes Lydig (1er octobre 1875 - 27 octobre 1929) est une mondaine américaine considérée comme « la femme la plus pittoresque d'Amérique ». Elle a été photographiée par Adolf de Meyer, Edward Steichen et Gertrude Käsebier, sculptée dans l'albâtre par Malvina Hoffman, et peinte par Giovanni Boldini et John Singer Sargent, entre autres.

## Famille
Rita de Acosta nait à New York en 1875 de Ricardo de Acosta (1837-1907), un dirigeant de ligne de bateaux à vapeur né à Cuba de parents espagnols, et d'une mère espagnole, Micaela Hernández de Alba y de Alba (1853-1921), une relations connue des Ducs d'Alba. Elle a sept frères et sœurs : Joaquín, Enrique, Ricardo, Mercedes, Aida, Maria et Ángela.
Sa sœur Mercedes de Acosta, une amante de la star de cinéma Greta Garbo, est auteure, scénariste et critique sociale. Une autre sœur, Aida de Acosta, est devenue la première femme à piloter un avion motorisé en solo et est la deuxième épouse du United States Assistant Secretary of War Henry Skillman Breckinridge ; une autre , Maria, est l'épouse du compositeur Theodore Ward Chanler.

## Influence sur l'art et la mode

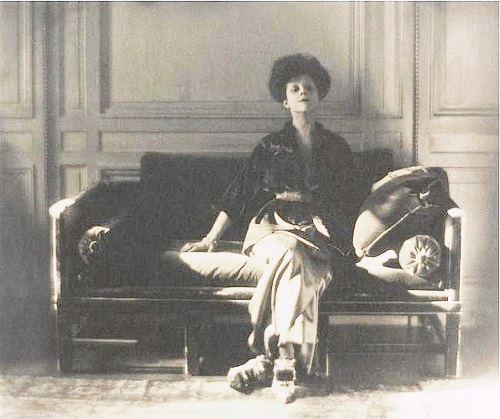
Rita Lydig photographiée par le baron Adolf de Meyer en 1913.

Rita vit à New York, Paris et Londres, et compte parmi ses amis Edgar Degas, Auguste Rodin, Léon Tolstoï, Sarah Bernhardt, Ethel Barrymore et Claude Debussy . Elle soutient la cause des suffragettes,.
Célèbre pour son style de vie extravagant, « . . . Rita était également accueillie à Paris, où elle passait une partie de l'année. Elle arrivait au Ritz avec un coiffeur, une masseuse, un chauffeur, une secrétaire, une femme de chambre,... et quarante malles Louis Vuitton. . . A Paris, elle rejoint les rangs des musiciens, artistes, intellectuels et philosophes tels que Rodin, Eleonora Duse, Yvette Guilbert etc. »  Impressionnée par l'esprit créatif inné de Rita, Isabella Stewart Gardner, la grande collectionneuse et créatrice du musée Gardner à Boston, a un jour demandé à leur ami commun, John Singer Sargent, pourquoi Lydig ne s'était jamais exprimée artistiquement.«  Pourquoi devrait-elle? » a répondu Sargent: « Elle-même est de l'art. »
Elle écrit un roman, Tragic Mansions (Boni & Liveright, 1927), sous le nom de Mrs Philip Lydig, un mélodrame mondain décrit comme « émotionnellement émouvant et attrayant » par The New York Times.

## Vie privée

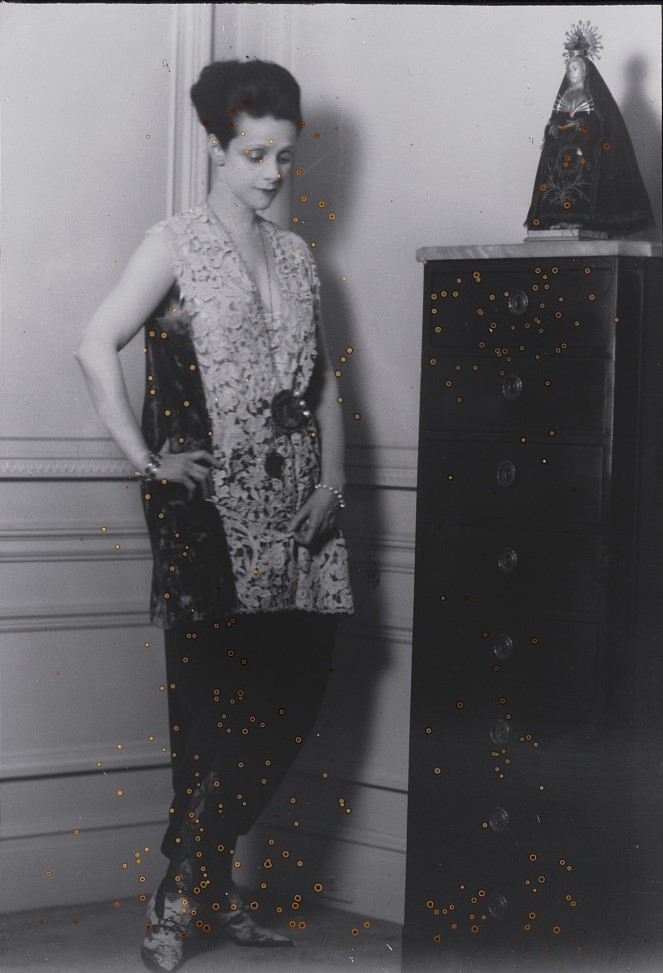
Portrait photographique de Mme. Rita Lydig, 1925.

Rita de Acosta a été mariée deux fois. Son premier mariage a lieu le 3 janvier 1895 lorsque la jeune fille de 16 ans est devenue la première épouse du multimillionnaire William Earl Dodge Stokes (1852–1926), qui a construit The Ansonia dans l'Upper West Side de Manhattan. Ensemble, Rita et William sont les parents d'un fils, qu'ils appellent « Weddie ». Selon sa sœur, Rita déteste l'enfant et peut à peine se résoudre à le tenir. William Earl Dodge Stokes Jr. (1896–1992) dirigera l'hôtel Ansonia après en avoir hérité de la propriété de son père. Le mariage est malheureux, apparemment en raison du tempérament et de la cruauté physique de Stokes. Lorsqu'il est dissous par divorce en 1900, Rita reçoit un règlement de près de deux millions de dollars, un record pour l'époque. En février 1922, elle témoigne devant un tribunal contre Stokes, alors en instance de divorce avec sa deuxième épouse, déclarant qu'il la battait pendant leur mariage. Avant leur divorce, ils vivent au 262 West 72e Rue et sont devenus les parents d'un fils, William Earl Dodge Stokes Jr. (1896–1982).
En 1902, Rita se marie au major Philip Mesier Lydig, un officier à la retraite riche ayant une place socialement éminente dans l'United States Army, dans la chapellenie de Grace Church, par le révérend. William R. Houghton. Elle est menée à l'autel par son frère Ricardo ; sa sœur Aida est sa demoiselle d'honneur et William A. Chanler est le témoin de Lydig. En 1913, elle vend sa collection d'art, qui comprend des pièces de Sandro Botticelli. Le couple se sépare en 1914 et divorce en 1919.
En 1921, Lydig annonce ses fiançailles avec le révérend Percy Stickney Grant (1860-1927), recteur de l'Église épiscopalienne des États-Unis de l'Ascension du diocèse épiscopalien de New York. Leurs plans de mariage sont interrompus en 1924 lorsque l'évêque William Manning refuse d'autoriser le mariage, Lydig étant divorcée avec deux anciens maris vivants. Le révérend Grant meurt peu de temps après, laissant sa fortune personnelle à la femme qu'il espérait épouser ; Lydig dépense de grosses sommes en vêtements, art, meubles et autres objets pour surmonter son chagrin. Lourdement endettée, elle est forcée de vendre sa maison de Washington Square Park et son contenu, et est déclarée en faillite.
Lydig meurt d'une anémie pernicieuse à l'hôtel Gotham, aujourd'hui The Peninsula New York, le 27 octobre 1929 à l'âge de 54 ans. Elle est enterrée avec sa mère et sa sœur Mercedes au Trinity Church Cemetery dans le lower Manhattan à New York.

## Postérité
Sa garde-robe personnelle est devenue la base du Costume Institute du Metropolitan Museum of Art.